# Buddy Featherstonhaugh
Rupert Edward Lee "Buddy" Featherstonhaugh (París, 4 de octubre de 1909-Londres, 12 de julio de 1976) fue un saxofonista y clarinetista de jazz inglés.

## Carrera musical
Nació en París en 1909, hijo de un arquitecto naval inglés y de su esposa escocesa. Fue nieto del geólogo y geógrafo George William Featherstonhaugh. Después de mudarse a Inglaterra, estudió en Sussex y tuvo su primer concierto profesional con Pat O'Malley en 1927. Estuvo con Spike Hughes entre 1930 y 1932, y realizó una gira por Inglaterra con la banda de Billy Mason detrás de Louis Armstrong ese mismo año. En 1933 grabó con un grupo llamado The Cosmopolitans. También grabó con Valaida Snow en 1935 y Benny Carter en 1937.
Durante la Segunda Guerra Mundial, dirigió una banda de la Real Fuerza Aérea de Reino Unido que tenía entre sus miembros a Vic Lewis, Don McAffer y Jack Parnell, con quienes continuó grabando como entre 1943 y 1945. Después de la guerra realizó una gira por Islandia en 1946 y luego abandonó el jazz para empezar a trabajar como vendedor de coches. En 1956 volvió a tocar (y grabar) en un quinteto con el trompetista Leon Calvert, Roy Sidewell, Kenny Wheeler y Bobby Wellins. También apareció con la banda en Butlin's Holiday Camps a mediados de la década de 1950. Realizó una gira por Oriente Medio en 1957, tras lo cual se retiró.

## Intereses en coches de carreras
También fue piloto de carreras ocasional. En 1934 se hizo cargo del coche de Whitney Straight, un Maserati 26M, ganando el Gran Premio de Albi.